# No Safe Spaces
No Safe Spaces je americký dokumentární film režiséra Justina Folka z roku 2019. Hlavními komentátory dokumentu jsou Dennis Prager a komik Adam Carolla. Dokument se zabývá kontroverzemi kolem svobody slova na amerických univerzitách a vzniku tzv. bezpečných prostorů (anglicky safe spaces), které vznikají v kampusech jako  prostory pro setkávání, ve kterých má být především pozitivita a nejsou tolerovány jakékoli projevy netolerance a nenávisti. Film byl uveden do kin 25. října 2019 v Arizoně a po úspěšném přijetí se dočkal celostátního vydání 6. prosince 2019. Filmu se od kritiků dostalo různorodých recenzí.

## O filmu
Produkce filmu započala v roce 2017, kdy byli filmaři připravení na projev komentátora Bena Shapira ze 14. září 2017 na kalifornské univerzitě v Berkley, která se stala místem série protestů. Film se zaměřuje na případy narušování projevů v Americe, ale zkoumá podobné incidenty v Kanadě v případě Jordana Petersona. Zejména se věnuje případu studentky Lindsay Shepherd, která byla na univerzitě Wilfrid Laurier University disciplinárně potrestána za použití nahrávky debaty s Jordanem Petersonem v hodině. Film také odsuzuje cenzuru v Číně. Carolla k tomu řekl:„ Byli bychom pokrytci, kdybychom natočili film o potlačování svobody slova, ale nezmínili se o Číně.”
Ve scéně natočené v Laugh Factory si komici stěžují, že se publikum na univerzitách nyní příliš snadno uráží. Mezi komiky se objevili Adam Carolla, Karith Foster a Tim Allen.
Film pojednává také o příběhu Breta Weinsteina, profesora biologie na Evergreen State College ve státě Washington, který rezignoval poté, co byl kritizován, že navštěvoval univerzitu během „Dne nepřítomnosti”, což byla dlouhodobá školní tradice, během níž, každý rok studenti z etnických menšin zůstávali dobrovolně mimo kampus, aby zdůraznili svůj přínos pro školu. V roce 2017 se studenti pokusi přimět bílé zaměstnance a studenty, aby to byli oni, kdo opustí kampus, což Weinstein odmítl. Napsal nesouhlasný email kolegům z fakulty, v němž se vyjádřil proti změně tradiční události mimo jiné i prohlášením že „právo pobývat nebo se vyjadřovat na pozemcích kampusu, nesmí být nikdy založeno na barvě kůže.“
Téma nátlaku bylo probíráno i v segmentu s Jordanem Petersonem, který získal mezinárodní pozornost, když odmítl přijmout genderově neutrální jazyk, a označil jej za nevítanou formu nucené řeči.
Podle internetového zpravodajského webu Washington Examiner, tvůrci pracovali na tom, aby byly do filmu zahrnuty i „levicově orientované názory”. Zpravodajský komentátor Van Jones ze CNN si ve filmu postěžoval, že jeho týmu nepomáhá, když jsou v něm mladí lidé, kteří neumí hájit své názory. Právník Alan Dershowitz kritizuje univerzitní vůdce a „tvrdou levici” za to, že se nepostavili za svobodu slova. Komentátor David Rubin varuje liberály, že nejsou v bezpečí před davem. Film ukazuje bývalého amerického prezidenta Baracka Obamu, jak říká: „Kohokoli, kdo s vámi přijde mluvit…byste neměli umlčovat.”
Ve filmu se také objevili Sharyl Attkisson, Candace Owens, Ann Coulter a Cornel West.
Tvůrci filmu zpochybnili jeho hodnocení PG-13.

## Přijetí
Film obdržel od profesionální kritiky protichůdné reakce. Na Rotten Tomatoes má na základě 17 recenzí hodnocení 47%, s průměrným hodnocením 5,9/10. Na ČSFD film získal hodnocení 79% (2021).
Mnoho kritiků film označilo za neobjektivní. Vadim Rizov v deníku The A.V. Club dal filmu známku F, se shrnutím: „Toto není argument pro svobodu projevu, je to jen paranoidní fňukání doplněné kulatým stolem komiků, kteří se soucitně shodují, jak smutné a děsivé to celé je, včetně sochy svobody se zalepenou pusou”. John Wenzel z The Denver Post, dal filmu dvě hvězdičky a poznamenal: „Film často tvrdí, že slova mají moc – proč byste jinak chtěli zajistit, aby vysoké školy hostily konzervativní řečníky? — ale pak se tomu vyhýbá tvrzením, že lidé se v dnešní době příliš snadno urazí. Tak co tedy?“
Deníku The Los Angeles Times v recenzi označil film za jednostranný a „chabou agitku”.
Někteří kritici hodnotili film pozitivně. John Kass z deníku Chicago Tribune nazval film „hluboce důležitým”. Alan Ng z Film Threat dal filmu hodnocení 90/100 a ve své recenzi napsal: „Když je vše řečeno a uděláno, tento film je urážlivý pouze pro ty, kteří ho nechtějí vidět.” Owen Gleiberman ve Variety film  pochválil za obranu svobody slova a uvedl, že „nejzávratnějším bodem, na který No Safe Spaces poukázal, je, že dnešní radikálové proti svobodě slova, kteří na mnoha univerzitních kampusech ovládají diskurz, budou vůdci zítřka.“